# 카라반첼 알토역
카라반첼 알토 역(스페인어: Carabanchel Alto)은 마드리드 지하철 11호선의 역이다. 마드리드 카라반첼 구의 카라반첼 알토 대로 지하에 위치해 있다. 요금구역상으로는 A구역에 속한다.

## 역사
2006년 12월 18일 11호선의 연장구간 개통과 함께 문을 열었다.

## 환승 정보
역 주변에 버스 정류장이 두 곳 있다.
버스
- 시내버스
  - 35, 47번 노선 (주간)
- 시외버스
  - 481, 482, 491, 492, 493번 노선 (주간)
  - N803, N804번 노선 (야간)

지하철
| 마드리드 지하철               | 마드리드 지하철        | 마드리드 지하철       |
| ----------------------------- | ---------------------- | --------------------- |
| 산 프란시스코 플라사 엘립티카 | 마드리드 지하철 11호선 | 라 페세타 라 포르투나 |